# Luhman 16

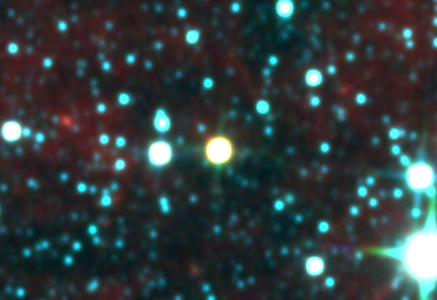
A anã marrom binária Luhman 16 é o disco amarelo no centro desta imagem de 7 de janeiro de 2010 do WISE. As anãs marrons individuais não estão resolvidas.

Luhman 16 (também designada WISE 1049−5319 ou WISE J104915.57−531906.1) é um sistema binário de anãs marrons na constelação meridional de Vela a uma distância de 6,51 anos-luz do Sol. Estas são as anãs marrons mais próximas da Terra conhecidas e o sistema mais próximo encontrado desde a medição do movimento próprio da Estrela de Barnard em 1916, e o terceiro sistema conhecido mais próximo do Sol (depois do sistema Alpha Centauri e da Estrela de Barnard). As massas de Luhman 16 A e B são 35,4 e 29,4 massas de Júpiter, respectivamente, e suas idades são estimadas de 400 a 800 milhões de anos. Luhman 16 A e B orbitam um ao outro a uma distância de cerca de 3,5 unidades astronômicas com um período orbital de aproximadamente 26,6 anos. O sistema foi descoberto pelo projeto WISE da NASA, com sua descoberta sendo anunciada em 2013.